# Psychotria irosinensis
Psychotria irosinensis är en måreväxtart som beskrevs av Adolph Daniel Edward Elmer. Psychotria irosinensis ingår i släktet Psychotria och familjen måreväxter. Inga underarter finns listade i Catalogue of Life.